# Nyugati törpebusalepke
A nyugati törpebusalepke (Spialia sertorius) a busalepkefélék családjába tartozó, Nyugat- és Közép-Európában, valamint Északnyugat-Afrikában honos lepkefaj. 

## Megjelenése
A nyugati törpebusalepke szárnyfesztávolsága 1,5-2,8 cm. A szárnyak felső oldalának alapszíne bársonyos barnásfekete. A szárnyakon szögletes fehér foltok láthatók, ezek mintázata alapján lehet elkülöníteni közeli rokonaitól. Az elülső szárny szélén kis foltokból álló szabályos sor látható; ezek mögött felül egy nagyobb, összeolvadt van. Az elülső szárny szegélyén a fehér rojtot 5-6 fekete csík tagolja. Az elülső szárny fonákja sárgás- vagy vörösbarna (soha nem zöldes, mint a kerekfoltú törpebusalepkénél), a hátulsóé a hímeknél különböző árnyalatú piros vagy vörhenyes. Csápjának vége fekete, felül fehér folttal.

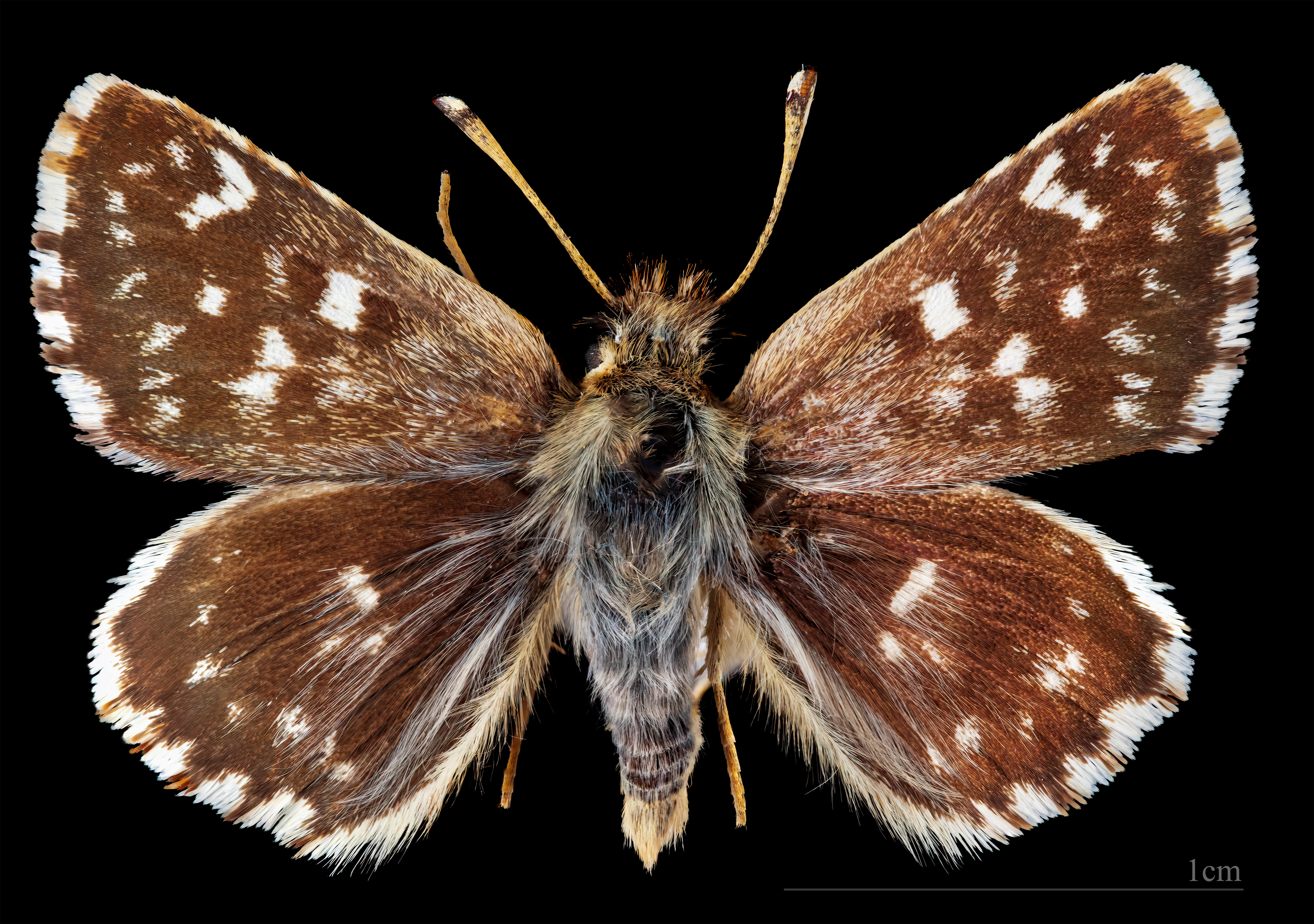
Spialia s. sertorius ♂
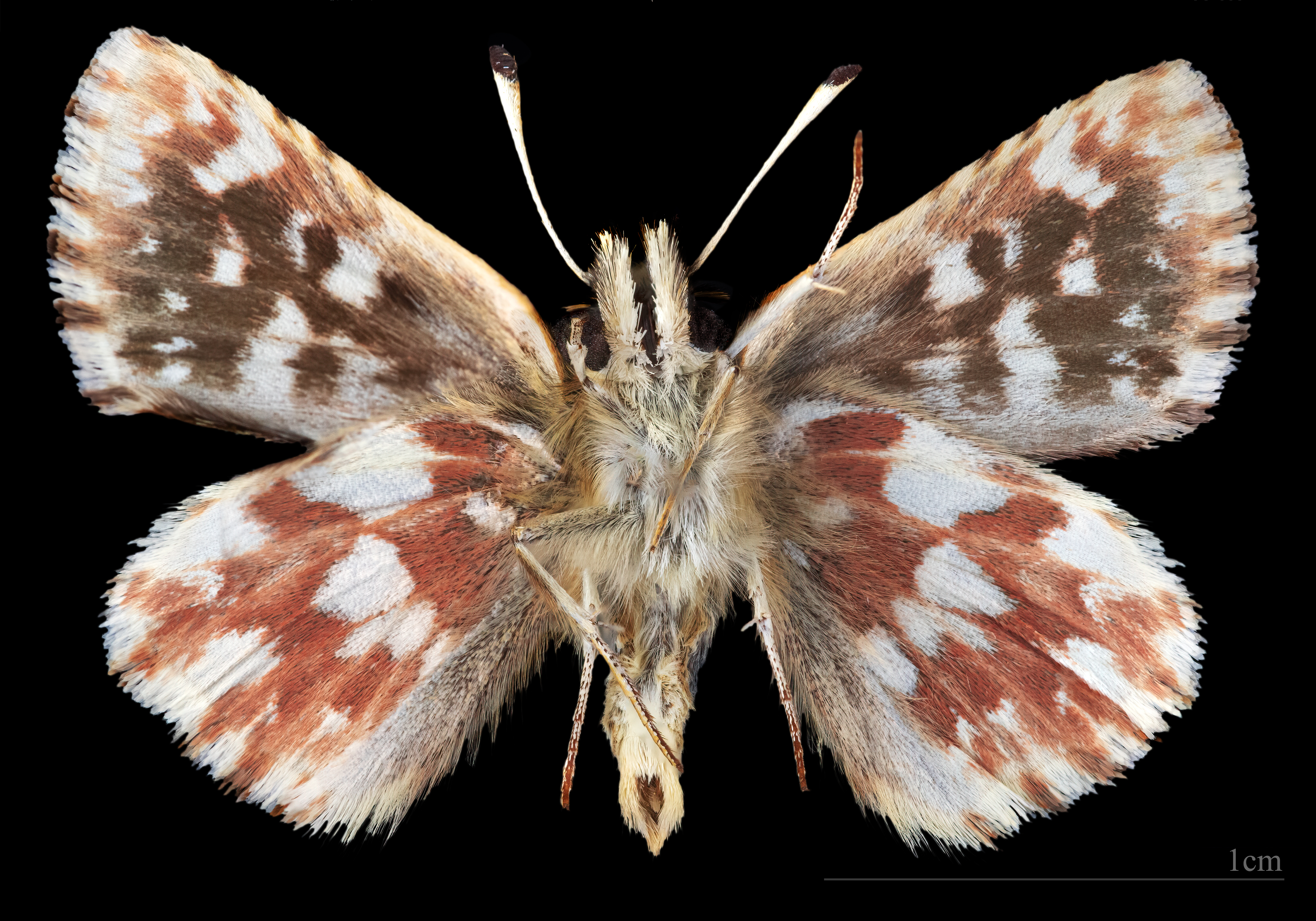
Spialia s. sertorius ♂ △

Változékonysága nem számottevő.
Petéje félgömb alakú, fényes világoszöld színű, erősen lapított, felszínén határozott hosszanti és finom keresztirányú bordákkal.
Hernyója barnásfekete, két sárga oldalvonallal. Feje fekete, mögötte vörösesbarna gyűrűvel. Ezüstös szőrei viszonylag hosszúak.

### Hasonló fajok
Közeli rokonaitól (kerekfoltú törpebusalepke, feles busalepke, nagy busalepke, homályos busalepke, kis busalepke, hegyi busalepke) felülről nehéz elkülöníteni.

## Elterjedése
Nyugat- és Közép-Európában, valamint Marokkóban honos. Nyugat-Lengyelországtól, Csehországtól, Nyugat-Magyarországtól keletre a kerekfoltú törpebusalepke váltja. Magyarországon ma biztosan csak Fertőrákos mellett él ismert populációja, korábban elszórtan Budapest mellett, a Vértesben, az Aggteleki-karszton is megtalálták. 

## Életmódja
Ritkás vegetációjú, köves, száraz rétek, gyepek, legelők, lejtők lepkéje. 
Hideg éghajlaton évente egy, melegebb klíma alatt (mint Magyarországon) két nemzedéke nevelkedik. Az első nemzedék imágói áprilistól júniusig repülnek, a másodiké júliustól szeptember végéig láthatóak. A hernyók pimpó-fajok (Potentilla spp.) és vérfű-fajok (Sanguisorba spp., leggyakrabban kis vérfű) leveleivel táplálkoznak. A hernyók áttelelnek, majd tavasszal bebábozódnak.
Magyarországon védett, természetvédelmi értéke 10 000 Ft.

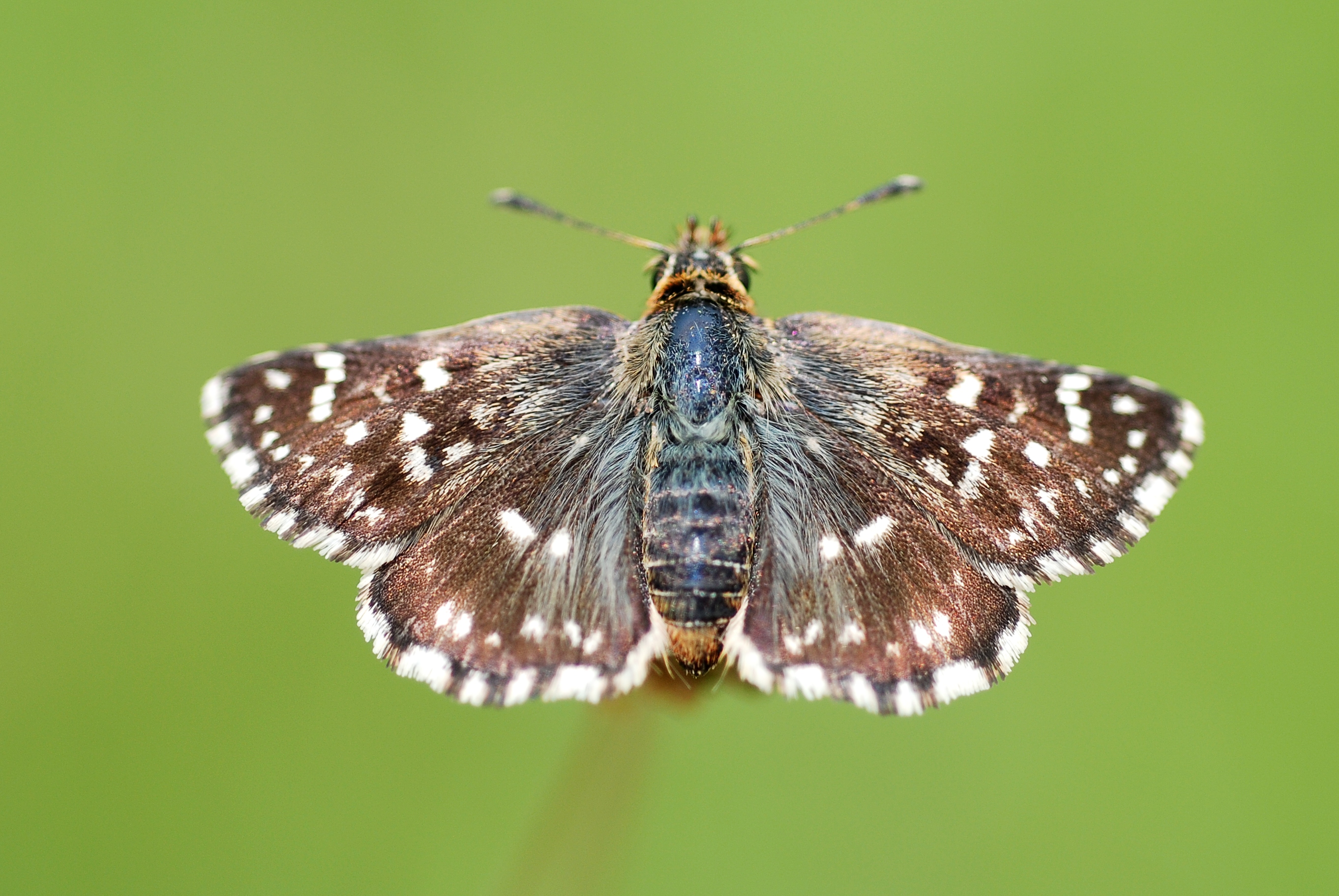
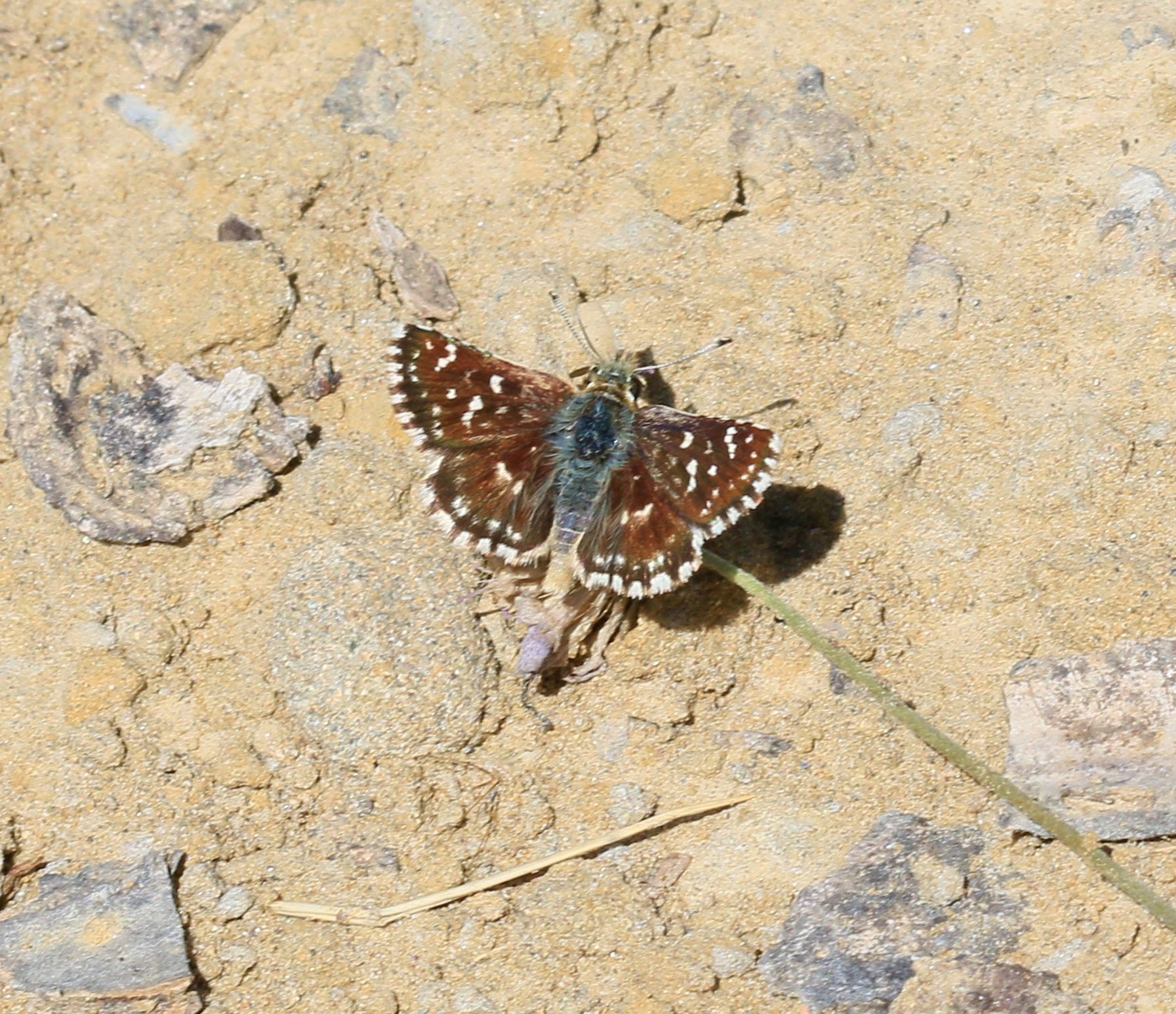
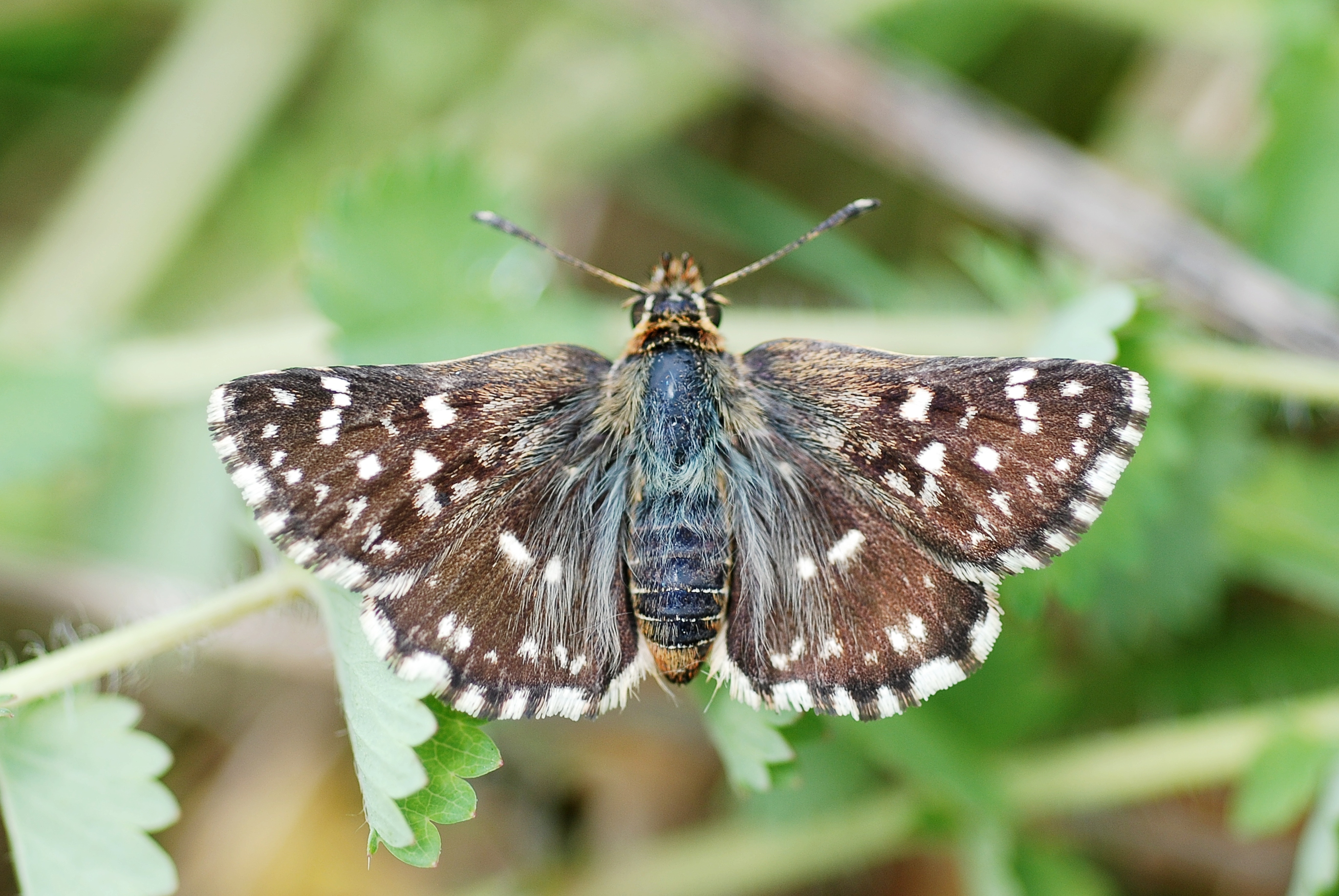
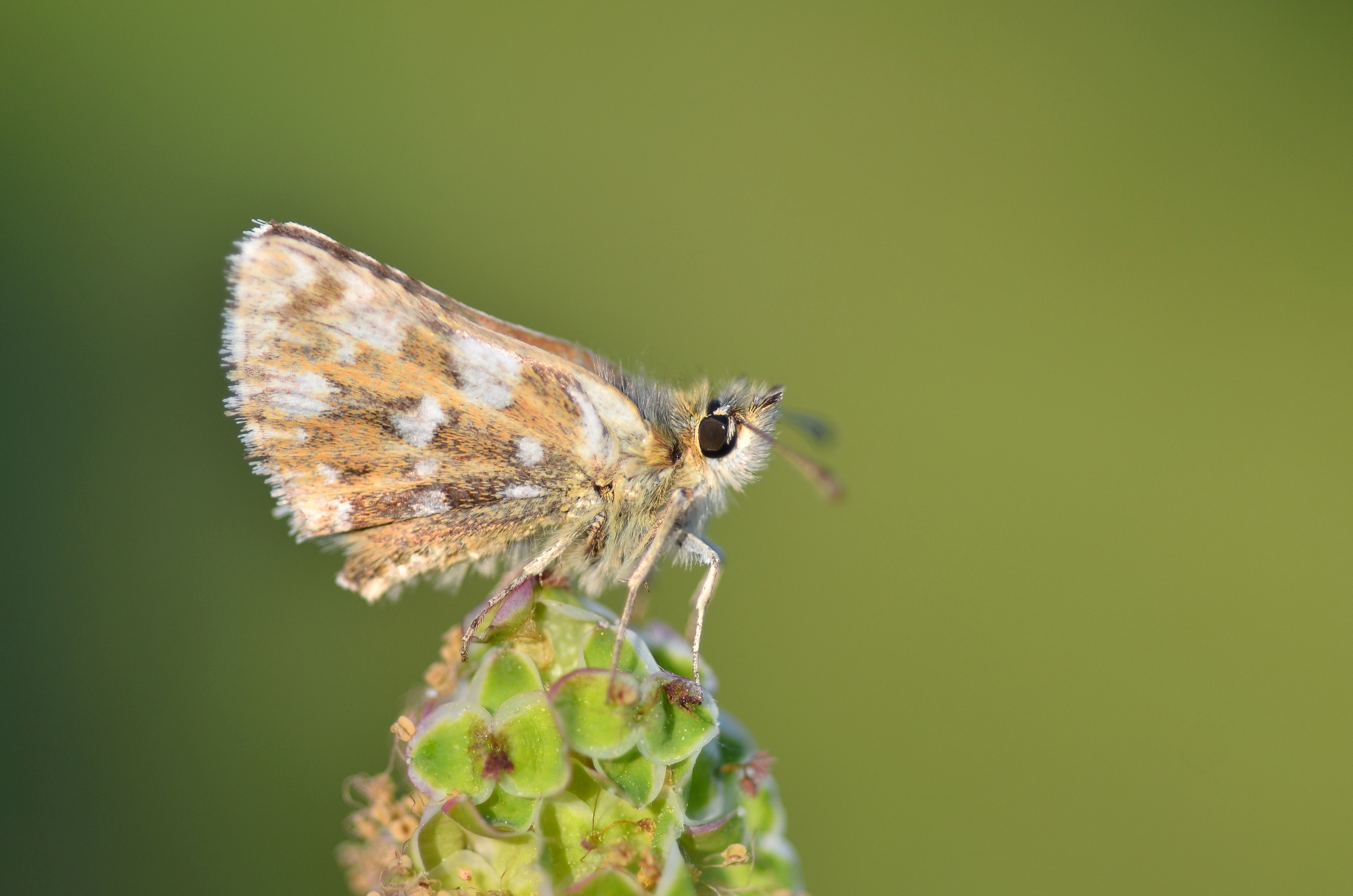
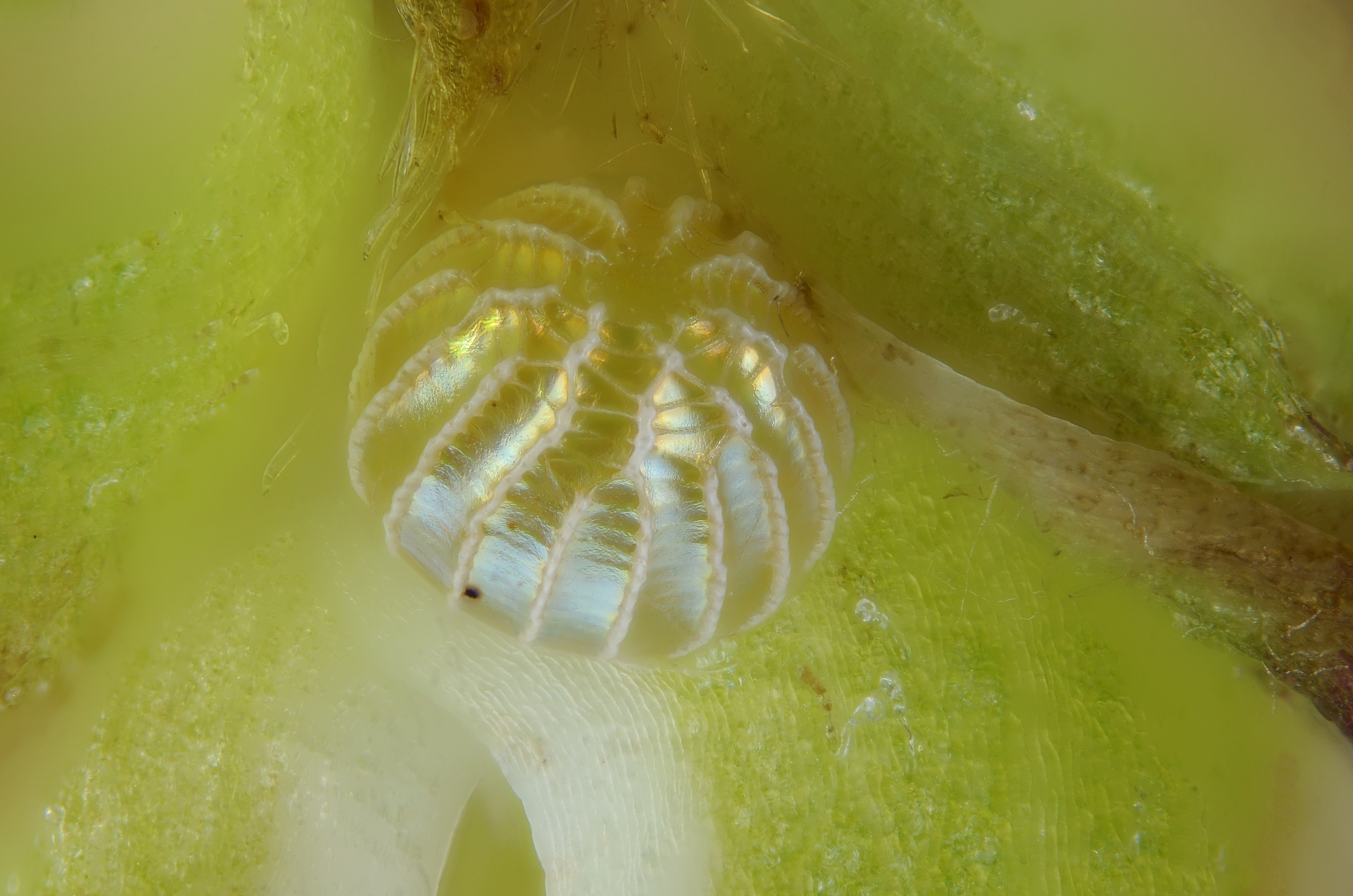